# Antoni Coll i Fort
Antoni Coll i Fort (Barcelona, 9 de diciembre de 1871-19 de febrero de 1958) fue un arquitecto modernista español, activo sobre todo en la zona del Ripollés. 
Estudió en la Escuela Técnica Superior de Arquitectura de Barcelona, donde se tituló en 1897. Fue arquitecto Municipal de Ripoll (1898-1928), San Juan de las Abadesas (1903-1928), Ribas de Freser (1899-1928) y Campdevánol (1898-1928),
 donde fue autor, entre otras obras, de la casa Buixó en Ripoll (1902-1904), la casa Carles Puig en Campdevánol (1903), la casa Climent Tarré en San Juan de las Abadesas (1912-1915), la casa Vila en Camprodón (1916) y la casa Pamias en Ribas de Freser (1917).